# USS Coghlan (DD-326)
USS Coghlan (DD-326) là một tàu khu trục lớp Clemson được Hải quân Hoa Kỳ chế tạo vào cuối Chiến tranh Thế giới thứ nhất. Nó là chiếc tàu chiến đầu tiên của Hải quân Hoa Kỳ được đặt theo tên Chuẩn đô đốc Joseph Coghlan (1844-1908), người tham gia cuộc Nội chiến Hoa Kỳ và cuộc Chiến tranh Tây Ban Nha-Hoa Kỳ. Coghlan ngừng hoạt động năm 1930 và bị tháo dỡ năm 1931 nhằm tuân thủ quy định hạn chế vũ trang của Hiệp ước Hải quân London.

## Thiết kế và chế tạo
Coghlan được đặt lườn vào ngày 25 tháng 6 năm 1919 tại xưởng tàu Union Iron Works của hãng Bethlehem Shipbuilding Corporation ở San Francisco, California. Nó được hạ thủy vào ngày 16 tháng 6 năm 1920, được đỡ đầu bởi bà G. Coghlan; và được đưa ra hoạt động vào ngày 31 tháng 3 năm 1921 dưới quyền chỉ huy của Hạm trưởng, Trung úy Hải quân C. Hupp.

## Lịch sử hoạt động
Coghlan đi đến Charleston, South Carolina vào ngày 28 tháng 12 năm 1921 để hoạt động tại vùng bờ Đông và vùng biển Caribe. Nó tham gia tang lễ của Tổng thống Warren G. Harding tại Washington từ ngày 7 đến ngày 9 tháng 8 năm 1923, và phục vụ như tàu canh phòng máy bay tại Bắc Đại Tây Dương từ ngày 24 tháng 7 đến ngày 6 tháng 9 năm 1924 cho chuyến bay vòng quanh thế giới của Lục quân.
Từ ngày 18 tháng 6 năm 1925 đến ngày 11 tháng 7 năm 1926, Coghlan phục vụ cùng Lực lượng Hải quân Hoa Kỳ tại châu Âu ở Địa Trung Hải để bảo vệ quyền lợi của Hoa Kỳ. Nó quay trở lại hoạt động thường lệ dọc vùng bờ Đông, phục vụ như một tàu trưng bày tại Triển lãm Một trăm năm mươi năm Philadelphia vào mùa Hè 1926, và di chuyển cùng với Hải đội Đặc vụ ngoài khơi Nicaragua từ ngày 3 tháng 2 đến ngày 31 tháng 3 năm 1927 cũng như tham gia cuộc Duyệt binh Hạm đội Tổng thống tại Hampton Roads vào ngày 4 tháng 6 năm 1927.
Coghlan được cho xuất biên chế tại Philadelphia vào ngày 1 tháng 5 năm 1930, và bị bán để tháo dỡ vào ngày 17 tháng 1 năm 1931 do những điều khoản hạn chế vũ trang của Hiệp ước Hải quân London.